# Джованні Тедеско
Джованні Тедеско (італ. Giovanni Tedesco, нар. 13 травня 1972, Палермо) — італійський футболіст, що грав на позиції півзахисника, зокрема за «Перуджу» та «Палермо». По завершенні ігрової кар'єри — тренер.

## Ігрова кар'єра
Народився 13 травня 1972 року в місті Палермо. Вихованець футбольної школи клубу «Реджина». Дорослу футбольну кар'єру розпочав 1990 року в основній команді того ж клубу, в якій провів три сезони, взявши участь у 74 матчах другого і третього італійських дивізіонів. 
Згодом з 1993 по 1998 рік грав у складі команд «Фіорентина», «Фоджа» та «Салернітана».
У жовтні 1998 року приєднався до «Перуджі», у складі якої провів наступні шість сезонів на рівні найвищого італійського дивізіону. 2003 року виборов титул володаря Кубка Інтертото.
Протягом 2004—2006 років захищав кольори клубу «Дженоа» у другому і третьому дивізіонах, а на початку 2006 року повернувся до Серії A, уклавши контракт з «Палермо», за який відіграв 4,5 сезони як гравець ротації. Завершив професійну кар'єру футболіста виступами за «Палермо» у 2010 році.

## Кар'єра тренера
Завершивши ігрову кар'єру, залишився у структурі «Палермо», де у 2011–2012 роках тренував молодіжну команду.
Згодом у першій половині 2010-х тренував команду Серії D «Фоліньйо», а також мальтійські «Флоріану» та «Біркіркару».
2016 року знову працював у структурі «Палермо», у тому числі як виконувач обов'язків головного тренера основної команди, після чого повернувся на Мальту, де очолював тренерські штаби «Флоріани», «Хамрун Спартанс», «Гзіра Юнайтед» та «Валетти».
Протягом 2020–2021 років встиг попрацювати з еміратськими командами «Аль-Батаєх» і «Рас-ель-Хайма», а також черговим представником першості Мальти «Сіренс».

## Статистика виступів

### Статистика клубних виступів
| Сезон                   | Команда                 | Чемпіонат               | Чемпіонат | Чемпіонат | Національний кубок | Національний кубок | Національний кубок | Континентальні кубки | Континентальні кубки | Континентальні кубки | Інші змагання | Інші змагання | Інші змагання | Усього | Усього |
| Сезон                   | Команда                 | Ліга                    | Ігор      | Голів     | Ліга               | Ігор               | Голів              | Ліга                 | Ігор                 | Голів                | Ліга          | Ігор          | Голів         | Ігор   | Голів  |
| ----------------------- | ----------------------- | ----------------------- | --------- | --------- | ------------------ | ------------------ | ------------------ | -------------------- | -------------------- | -------------------- | ------------- | ------------- | ------------- | ------ | ------ |
| 1990–91                 | «Реджина»               | B                       | 24        | 2         | КІ                 | 1                  | 0                  |                      | -                    | -                    |               | -             | -             | 25     | 2      |
| 1991–92                 | «Реджина»               | C1                      | 22        | 2         | КІ                 | 1                  | 0                  |                      | -                    | -                    |               | -             | -             | 23     | 2      |
| 1992–93                 | «Реджина»               | C1                      | 28        | 2         |                    | -                  | -                  |                      | -                    | -                    |               | -             | -             | 28     | 2      |
| Усього за «Реджину»     | Усього за «Реджину»     | Усього за «Реджину»     | 74        | 6         |                    | 2                  | 0                  |                      | -                    | -                    |               | -             | -             | 76     | 6      |
| 1993–94                 | «Фіорентина»            | B                       | 26        | 1         | КІ                 | 2                  | 0                  |                      | -                    | -                    |               | -             | -             | 28     | 1      |
| 1994–95                 | «Фіорентина»            | A                       | 21        | 1         | КІ                 | 3                  | 0                  |                      | -                    | -                    |               | -             | -             | 24     | 1      |
| Усього за «Фіорентину»  | Усього за «Фіорентину»  | Усього за «Фіорентину»  | 47        | 2         |                    | 5                  | 0                  |                      | -                    | -                    |               | -             | -             | 52     | 2      |
| 1995–96                 | «Фоджа»                 | B                       | 35        | 2         | КІ                 | 1                  | 0                  |                      | -                    | -                    |               | -             | -             | 36     | 2      |
| 1996–97                 | «Фоджа»                 | B                       | 28        | 3         | КІ                 | 0                  | 0                  |                      | -                    | -                    |               | -             | -             | 28     | 3      |
| Усього за «Фоджу»       | Усього за «Фоджу»       | Усього за «Фоджу»       | 63        | 5         |                    | 1                  | 0                  |                      | -                    | -                    |               | -             | -             | 64     | 5      |
| 1997–98                 | «Салернітана»           | B                       | 35        | 3         | КІ                 | 2                  | 0                  |                      | -                    | -                    |               | -             | -             | 37     | 3      |
| черв.-жовт. 1998        | «Салернітана»           | A                       | 5         | 0         | КІ                 | 2                  | 0                  |                      | -                    | -                    |               | -             | -             | 7      | 0      |
| Усього за «Салернітану» | Усього за «Салернітану» | Усього за «Салернітану» | 40        | 3         |                    | 4                  | 0                  |                      | -                    | -                    |               | -             | -             | 44     | 3      |
| жовт. 1998–99           | «Перуджа»               | A                       | 23        | 4         | КІ                 | 0                  | 0                  |                      | -                    | -                    |               | -             | -             | 23     | 4      |
| 1999–00                 | «Перуджа»               | A                       | 26        | 0         | КІ                 | 2                  | 0                  |                      | -                    | -                    |               | -             | -             | 28     | 0      |
| 2000–01                 | «Перуджа»               | A                       | 30        | 8         | КІ                 | 2                  | 0                  |                      | -                    | -                    |               | -             | -             | 32     | 8      |
| 2001–02                 | «Перуджа»               | A                       | 31        | 7         | КІ                 | 2                  | 0                  |                      | -                    | -                    |               | -             | -             | 33     | 7      |
| 2002–03                 | «Перуджа»               | A                       | 27        | 3         | КІ                 | 4                  | 0                  |                      | -                    | -                    |               | -             | -             | 41     | 3      |
| 2003-січ. 2004          | «Перуджа»               | A                       | 17        | 2         | КІ                 | 1                  | 0                  | Інт+КУЄФА            | 4                    | 0                    |               | -             | -             | 22     | 2      |
| Усього за «Перуджу»     | Усього за «Перуджу»     | Усього за «Перуджу»     | 154       | 24        |                    | 11                 | 0                  |                      | 4                    | 0                    |               | -             | -             | 169    | 24     |
| січ.-черв. 2004         | «Дженоа»                | B                       | 19        | 0         | КІ                 | 0                  | 0                  |                      | -                    | -                    |               | -             | -             | 19     | 0      |
| 2004–05                 | «Дженоа»                | B                       | 38        | 7         | КІ                 | 2                  | 0                  |                      | -                    | -                    |               | -             | -             | 40     | 7      |
| 2005-січ. 2006          | «Дженоа»                | C1                      | 20        | 2         | КІ/КІ-C            | 0                  | 0                  |                      | -                    | -                    |               | -             | -             | 20     | 2      |
| Усього за «Дженоа»      | Усього за «Дженоа»      | Усього за «Дженоа»      | 77        | 9         |                    | 2                  | 0                  |                      | -                    | -                    |               | -             | -             | 79     | 9      |
| січ.-черв. 2006         | «Палермо»               | A                       | 14        | 3         | КІ                 | 1                  | 0                  | КУЄФА                | 4                    | 0                    |               | -             | -             | 19     | 3      |
| 2006–07                 | «Палермо»               | A                       | 26        | 3         | КІ                 | 2                  | 0                  | КУЄФА                | 3                    | 1                    |               | -             | -             | 31     | 4      |
| 2007–08                 | «Палермо»               | A                       | 17        | 2         | КІ                 | 2                  | 0                  | КУЄФА                | 2                    | 0                    |               | -             | -             | 21     | 2      |
| 2008–09                 | «Палермо»               | A                       | 17        | 1         | КІ                 | 0                  | 0                  |                      | -                    | -                    |               | -             | -             | 17     | 1      |
| 2009–10                 | «Палермо»               | A                       | 4         | 0         | КІ                 | 1                  | 0                  |                      | -                    | -                    |               | -             | -             | 5      | 0      |
| Усього за «Палермо»     | Усього за «Палермо»     | Усього за «Палермо»     | 78        | 9         |                    | 6                  | 0                  |                      | 9                    | 1                    |               |               |               | 93     | 10     |
| Усього за кар'єру       | Усього за кар'єру       | Усього за кар'єру       | 533       | 58        |                    | 30                 | 0                  |                      | 13                   | 1                    |               |               |               | 566    | 60     |

## Титули і досягнення

### Як гравця
- Володар Кубка Інтертото (1):

«Перуджа»: 2003

### Як тренера
- Володар Кубка Мальти (1):

«Флоріана»: 2016/17